# Administració d'Investigacions Tècniques
L'Administració d'Investigacions Tècniques (AIT) (en francès: Administration des Enquêtes Techniques, AET) és una divisió del Ministeri de Transports de Luxemburg que investiga accidents aeris, ferroviaris, fluvials i marítims. L'agència té la seu a Ciutat de Luxemburg.